# Polenghi Lombardo
La Polenghi Lombardo che è stata un'azienda italiana, è oggi un marchio del settore latte e derivati del gruppo NewPrinces.

## Storia
Originariamente l'azienda sorse a Codogno nel 1870, per iniziativa dei fratelli Pietro e Paolo Polenghi, di San Fiorano, sviluppando il commercio dei prodotti lattiero caseari. Ben presto arrivò ad avere una filiale a Londra già dal 1879 per l'esportazione del burro e del mascarpone. Passò poi anche al campo della produzione del burro, dello yogurt e di alcuni tipi di formaggi, come anche ai prodotti destinati all'infanzia, compreso il primo latte in polvere.
Nel 1949 acquistò la CAIA Cooperativa Agrícola Industrial de Angatuba, in Angatuba, San Paolo, Brasile.
Cambiò poi la ragione sociale in Polenghi Lombardo S.p.A. e aprì lo stabilimento di Lodi, nonché una serie di unità produttive minori a Secugnago, San Fiorano, Codogno, Casalpusterlengo, Castelleone, Sospiro, Crema, Castel San Giovanni (in provincia di Piacenza) e Bressanvido (in provincia di Vicenza). Nel 1950 fu acquistata dalla Federconsorzi e lanciò nel 1954, prima in Italia, il latte a lunga conservazione con il nome di Latte Stella.
L'azienda è nota soprattutto per aver lanciato le Galatine, caramelle al latte rilevate dal 1991 dalla Sperlari di Cremona.
Rientrata nelle attività della Fedital, ne seguì le sorti: prima ceduta al gruppo Cragnotti & Partners Capital Investment NV con una valutazione che parve troppo riduttiva per quello che si riferisce al prezzo, poi conferita da Sergio Cragnotti nella complessa operazione Cirio, questa volta con una supervalutazione dei cespiti e dei marchi.
Il nuovo settore latte della Cirio acquisiva un'assoluta preminenza in Italia per quello che riguardava il latte fresco con quote di mercato che già nel 1994 era pari al 19% Portò avanti poi un programma di successive acquisizioni come la Centrale del Latte di Roma. Nacque così l'Eurolat, ceduta infine dalla Cirio al gruppo Parmalat anche in questo caso per un prezzo ritenuto eccessivo.
Nel dicembre 2008 il ramo d'azienda di Lodi della Parmalat viene venduto alla Newlat Food di Reggio Emilia, assumendo, così una nuova denominazione sociale.

## Sponsorizzazioni
Nel mondo del calcio il marchio Polenghi Lombardo è stato presente come main sponsor sulle maglie del Fanfulla dal 1983 al 1985, del Napoli nelle stagioni 1997-98 e 1998-99, mentre tra il 1992 e il 1995 il brand dell'azienda lombarda sponsorizzava la squadra Primavera della Lazio, società calcistica che all'epoca, come la Polenghi Lombardo, era di proprietà di Sergio Cragnotti.